# Homopholis walbergii
Homopholis walbergii là một loài thằn lằn trong họ Gekkonidae. Loài này được Smith mô tả khoa học đầu tiên năm 1849.